# Różowa Pantera: Strzał w ciemności
Różowa Pantera: Strzał w ciemności (ang. A Shot in the Dark, 1964) – amerykański film komediowy w reżyserii Blake’a Edwardsa. Kontynuacja filmu Różowa Pantera. Drugi z serii.

## Fabuła
W paryskiej posiadłości rodziny Ballonów dochodzi do zabójstwa hiszpańskiego szofera, Miguela. Główną podejrzaną jest pokojówka Maria Gambrelli, która kiedyś miała romans z Miguelem. Była widziana nad zwłokami szofera z dymiącym pistoletem w ręku i twierdziła, że Hiszpan często ją bił; zostaje ona aresztowana. Benjamin Ballon powierza kierowanie śledztwem inspektorowi Jacques'owi Clouseau, który wypuszcza Marię z aresztu, gdyż wbrew oczywistym dowodom jest przekonany o jej niewinności, a ponadto zakochuje się w niej. Przekonany, że Maria kryje prawdziwego zabójcę, zaczyna incognito śledzić ją. Przełożony Clouseau, inspektor Charles Dreyfus czyni wszystko, co w jego mocy, by został odsunięty od sprawy, a w końcu podejmuje próby zabicia go. Clouseau ma jednak niebywałe szczęście do unikania zamachów.

## Odbiór
Film zyskał pozytywne oceny i w 1965 był jednym z 13 najpopularniejszych filmów w W. Brytanii; serwis Rotten Tomatoes w oparciu o opinie z 30 recenzji przyznał mu wynik 93%.

## Obsada
- Peter Sellers - Jacques Clouseau
- Elke Sommer - Maria Gambrelli
- George Sanders - Benjamin Ballon
- Herbert Lom - Charles Dreyfus
- Tracy Reed - Dominique Ballon
- Graham Stark - Hercule LaJoy
- Moira Redmond - Simone
- Vanda Godsell - Madame LaFarge
- i inni

## Wersja polska
- Wiesław Michnikowski
- Jolanta Wołłejko
- Andrzej Szczepkowski
- Barbara Wrzesińska
- Zdzisław Salaburski
- Andrzej Gawroński
- Ryszard Pikulski
- Tadeusz Bogucki
- Zdzisław Leśniak, i inni

Wersja polska: Studio Opracowań Filmów w Warszawie

Reżyseria: Tomasz Listkiewicz

## Nagrody i nominacje
Nagrody BAFTA 1965
- Najlepsze kostiumy (film kolorowy) - Margaret Furse (nominacja)